# Stephen P. Laurie
Stephen P. Laurie est un astronome amateur britannique.
D'après le Centre des planètes mineures, il a découvert cinquante astéroïdes numérotés entre 1995 et 1997.
| Astéroïdes découverts, : 50 | Astéroïdes découverts, : 50 |
| --------------------------- | --------------------------- |
| (7603) Salopia              | 25 juillet 1995             |
| (9421) Violilla             | 24 décembre 1995            |
| (9428) Angelalouise         | 26 février 1996             |
| (10212) 1997 RA7            | 3 septembre 1997            |
| (10216) Popastro            | 22 septembre 1997           |
| (10383) 1996 SR7            | 16 septembre 1996           |
| (11601) 1995 SE4            | 28 septembre 1995           |
| (11626) Church Stretton     | 8 novembre 1996             |
| (12785) 1995 ST             | 19 septembre 1995           |
| (12786) 1995 SU             | 19 septembre 1995           |
| (13152) 1995 QK             | 19 août 1995                |
| (13687) 1997 RB7            | 7 septembre 1997            |
| (16753) 1996 QS1            | 21 août 1996                |
| (16771) 1996 UQ3            | 19 octobre 1996             |
| (17660) 1996 VP6            | 7 novembre 1996             |
| (20199) 1997 DR             | 28 février 1997             |
| (21281) 1996 TX14           | 13 octobre 1996             |
| (22431) 1996 DY2            | 28 février 1996             |
| (24828) 1995 SE1            | 20 septembre 1995           |
| (26972) 1997 SM3            | 21 septembre 1997           |
| (26981) 1997 UJ15           | 25 octobre 1997             |
| (27902) 1996 RA5            | 13 septembre 1996           |
| (27908) 1996 TX9            | 4 octobre 1996              |
| (28015) 1997 YG9            | 26 décembre 1997            |
| (31144) 1997 TM26           | 7 octobre 1997              |
| (32930) 1995 SC4            | 24 septembre 1995           |
| (37733) 1996 UD1            | 16 octobre 1996             |
| (39663) 1995 WM1            | 16 novembre 1995            |
| (39676) 1996 DQ1            | 20 février 1996             |
| (39749) 1997 BW6            | 28 janvier 1997             |
| (46690) 1997 AN23           | 14 janvier 1997             |
| (48625) 1995 QF             | 16 août 1995                |
| (48632) 1995 SV29           | 29 septembre 1995           |
| (55825) 1995 SD4            | 27 septembre 1995           |
| (55839) 1996 LH1            | 13 juin 1996                |
| (55846) 1996 RJ5            | 15 septembre 1996           |
| (58367) 1995 QL             | 19 août 1995                |
| (58403) 1995 WL1            | 16 novembre 1995            |
| (58425) 1996 DR1            | 20 février 1996             |
| (73818) 1995 WP1            | 17 novembre 1995            |
| (73951) 1997 UK8            | 21 octobre 1997             |
| (85369) 1996 DX2            | 26 février 1996             |
| (90863) 1996 QR1            | 17 août 1996                |
| (100323) 1995 OY1           | 22 juillet 1995             |
| (100447) 1996 RB5           | 14 septembre 1996           |
| (100458) 1996 TP3           | 4 octobre 1996              |
| (129503) 1995 OZ1           | 24 juillet 1995             |
| (129542) 1996 RK5           | 15 septembre 1996           |
| (157813) 1995 WN1           | 16 novembre 1995            |
| (160526) 1996 RZ4           | 13 septembre 1996           |